# 1365
Il 1365 (MCCCLXV in numeri romani) è un anno  del XIV secolo.

## Eventi
- Fondazione dell'Università di Vienna
- Adrianopoli diventa la capitale dell'Impero ottomano
- 25 luglio - Forte terremoto danneggia gravemente Bologna

## Nati
- 16 marzo - Guillaume Martel, nobile e militare francese († 1415)
- 5 aprile - Guglielmo II di Baviera-Straubing, nobile († 1417)
- 21 luglio - Taddea d'Este, nobildonna italiana († 1404)
- Johannes Ambundii, arcivescovo cattolico tedesco († 1424)
- Bartolino da Padova, compositore italiano († 1405)
- Benedetta d'Arborea, nobile italiana († 1383)
- Brandolino Conte Brandolini, condottiero italiano
- Devletşah Hatun, principessa ottomana († 1414)
- Smeraldo di Giovanni, pittore italiano († 1444)
- Sigismund Kęstutaitis, sovrano lituano († 1440)
- Évrard II de La Marck-Arenberg, nobile francese († 1440)
- Niccolò Niccoli, letterato e umanista italiano († 1437)
- Rinaldo di Jülich-Geldern, duca († 1423)
- Hermann von Sachsenheim, poeta tedesco († 1458)
- Magister Wigbold, pirata tedesco († 1401)

## Morti
- 22 gennaio - Maria d'Artois, nobile francese (n. 1291)
- 2 febbraio - Pietro Cambiani, presbitero italiano (n. 1320)
- 8 marzo - Noguk di Goryeo, regina coreana
- 17 maggio - Ludovico VI di Baviera, nobile tedesco (n. 1328)
- 28 maggio - Roger de Pins (n. 1294)
- 18 luglio - Lorenzo Celsi, politico, militare e diplomatico italiano (n. 1310)
- 25 luglio - Federico I di Weimar-Orlamünde, nobile tedesco
- 27 luglio - Rodolfo IV d'Asburgo, nobile austriaco (n. 1339)
- 30 luglio - Ludovico della Torre, patriarca cattolico italiano
- 11 agosto - Bartolomeo Papazzurri, arcivescovo cattolico italiano
- 12 ottobre - Beatrice d'Aragona, nobile (n. 1326)
- 8 novembre - Niccolò Acciaiuoli, politico italiano (n. 1310)
- 20 novembre - Ugo di Ginevra, nobile francese
- Giovanni Calderini, giurista italiano
- Giovanni di Rupescissa, francescano e alchimista francese
- Teodora Gonzaga, nobildonna italiana
- Ilyas Khoja, sovrano turco
- Benintendi Ravegnani, notaio e umanista italiano

## Calendario
| Calendario 1365 | Calendario 1365 | Calendario 1365 | Calendario 1365 | Calendario 1365 | Calendario 1365 | Calendario 1365 | Calendario 1365 | Calendario 1365 | Calendario 1365 | Calendario 1365 | Calendario 1365 | Calendario 1365 | Calendario 1365 | Calendario 1365 | Calendario 1365 | Calendario 1365 | Calendario 1365 | Calendario 1365 | Calendario 1365 | Calendario 1365 | Calendario 1365 | Calendario 1365 | Calendario 1365 | Calendario 1365 | Calendario 1365 | Calendario 1365 | Calendario 1365 | Calendario 1365 | Calendario 1365 | Calendario 1365 | Calendario 1365 | Calendario 1365 |
| --------------- | --------------- | --------------- | --------------- | --------------- | --------------- | --------------- | --------------- | --------------- | --------------- | --------------- | --------------- | --------------- | --------------- | --------------- | --------------- | --------------- | --------------- | --------------- | --------------- | --------------- | --------------- | --------------- | --------------- | --------------- | --------------- | --------------- | --------------- | --------------- | --------------- | --------------- | --------------- | --------------- |
|                 | 1               | 2               | 3               | 4               | 5               | 6               | 7               | 8               | 9               | 10              | 11              | 12              | 13              | 14              | 15              | 16              | 17              | 18              | 19              | 20              | 21              | 22              | 23              | 24              | 25              | 26              | 27              | 28              | 29              | 30              | 31              |                 |
| Gennaio         | Me              | Gi              | Ve              | Sa              | Do              | Lu              | Ma              | Me              | Gi              | Ve              | Sa              | Do              | Lu              | Ma              | Me              | Gi              | Ve              | Sa              | Do              | Lu              | Ma              | Me              | Gi              | Ve              | Sa              | Do              | Lu              | Ma              | Me              | Gi              | Ve              |                 |
| Febbraio        | Sa              | Do              | Lu              | Ma              | Me              | Gi              | Ve              | Sa              | Do              | Lu              | Ma              | Me              | Gi              | Ve              | Sa              | Do              | Lu              | Ma              | Me              | Gi              | Ve              | Sa              | Do              | Lu              | Ma              | Me              | Gi              | Ve              |                 |                 |                 |                 |
| Marzo           | Sa              | Do              | Lu              | Ma              | Me              | Gi              | Ve              | Sa              | Do              | Lu              | Ma              | Me              | Gi              | Ve              | Sa              | Do              | Lu              | Ma              | Me              | Gi              | Ve              | Sa              | Do              | Lu              | Ma              | Me              | Gi              | Ve              | Sa              | Do              | Lu              |                 |
| Aprile          | Ma              | Me              | Gi              | Ve              | Sa              | Do              | Lu              | Ma              | Me              | Gi              | Ve              | Sa              | Do              | Lu              | Ma              | Me              | Gi              | Ve              | Sa              | Do              | Lu              | Ma              | Me              | Gi              | Ve              | Sa              | Do              | Lu              | Ma              | Me              |                 |                 |
| Maggio          | Gi              | Ve              | Sa              | Do              | Lu              | Ma              | Me              | Gi              | Ve              | Sa              | Do              | Lu              | Ma              | Me              | Gi              | Ve              | Sa              | Do              | Lu              | Ma              | Me              | Gi              | Ve              | Sa              | Do              | Lu              | Ma              | Me              | Gi              | Ve              | Sa              |                 |
| Giugno          | Do              | Lu              | Ma              | Me              | Gi              | Ve              | Sa              | Do              | Lu              | Ma              | Me              | Gi              | Ve              | Sa              | Do              | Lu              | Ma              | Me              | Gi              | Ve              | Sa              | Do              | Lu              | Ma              | Me              | Gi              | Ve              | Sa              | Do              | Lu              |                 |                 |
| Luglio          | Ma              | Me              | Gi              | Ve              | Sa              | Do              | Lu              | Ma              | Me              | Gi              | Ve              | Sa              | Do              | Lu              | Ma              | Me              | Gi              | Ve              | Sa              | Do              | Lu              | Ma              | Me              | Gi              | Ve              | Sa              | Do              | Lu              | Ma              | Me              | Gi              |                 |
| Agosto          | Ve              | Sa              | Do              | Lu              | Ma              | Me              | Gi              | Ve              | Sa              | Do              | Lu              | Ma              | Me              | Gi              | Ve              | Sa              | Do              | Lu              | Ma              | Me              | Gi              | Ve              | Sa              | Do              | Lu              | Ma              | Me              | Gi              | Ve              | Sa              | Do              |                 |
| Settembre       | Lu              | Ma              | Me              | Gi              | Ve              | Sa              | Do              | Lu              | Ma              | Me              | Gi              | Ve              | Sa              | Do              | Lu              | Ma              | Me              | Gi              | Ve              | Sa              | Do              | Lu              | Ma              | Me              | Gi              | Ve              | Sa              | Do              | Lu              | Ma              |                 |                 |
| Ottobre         | Me              | Gi              | Ve              | Sa              | Do              | Lu              | Ma              | Me              | Gi              | Ve              | Sa              | Do              | Lu              | Ma              | Me              | Gi              | Ve              | Sa              | Do              | Lu              | Ma              | Me              | Gi              | Ve              | Sa              | Do              | Lu              | Ma              | Me              | Gi              | Ve              |                 |
| Novembre        | Sa              | Do              | Lu              | Ma              | Me              | Gi              | Ve              | Sa              | Do              | Lu              | Ma              | Me              | Gi              | Ve              | Sa              | Do              | Lu              | Ma              | Me              | Gi              | Ve              | Sa              | Do              | Lu              | Ma              | Me              | Gi              | Ve              | Sa              | Do              |                 |                 |
| Dicembre        | Lu              | Ma              | Me              | Gi              | Ve              | Sa              | Do              | Lu              | Ma              | Me              | Gi              | Ve              | Sa              | Do              | Lu              | Ma              | Me              | Gi              | Ve              | Sa              | Do              | Lu              | Ma              | Me              | Gi              | Ve              | Sa              | Do              | Lu              | Ma              | Me              |                 |